# Jefe del Gobierno de Sierra Leona
El jefe del Gobierno de la República de Sierra Leona es un cargo encargado de coordinar la acción del Gobierno sierraleonés dentro del gabinete presidencial. El cargo fue creado en 1961, coincidiendo con la etapa monárquica de Sierra Leona (1961-1971) y con la Primera República (1971-1978), denominado como primer ministro de la República de Sierra Leona. En 1978 después de la reforma constitucional el cargo fue abolido. Actualmente el cargo, que no existe dentro de la constitución del país, es denominado jefe de ministros de Sierra Leona y fue creado en 2018. Está ocupado actualmente por Jacob Jusu Saffa.

## Historia del cargo
A partir de finales de los años cincuenta, la Colonia y Protectorado de Sierra Leona inició el proceso de independencia que culminó en 1961 con la constitución del Dominio de Sierra Leona. La jefatura del Estado recaía en la reina Isabel II del Reino Unido y la jefatura del gobierno en el primer ministro, ocupado entonces por Milton Margai.
Margai fue reelegido en las elecciones parlamentarias de 1962. Sin embargo, no pudo completar su mandato, debido a que murió en 1964 antes del fin de la legislatura, su sustituto fue su hermano menor Albert Margai. En las elecciones de 1967 el principal partido opositor, Congreso de Todo el Pueblo, liderado por Siaka Stevens ganó las elecciones pero un golpe militar trató de evitar la toma del poder del primer ministro electo. El cargo de primer ministro se mantuvo durante el gobierno militar (1967-1968) pero un contragolpe celebrado con éxito en 1968 permitió al gobierno constitucional asumir su cargo.
Poco tiempo después, abril de 1971, se produjo un cambio de régimen cuando fue implantada una constitución republicana. El primer presidente del país fue Siaka Stevens, que venía ejerciendo de primer ministro desde 1968, y Sorie Ibrahim Koroma ocupó el cargo de primer ministro hasta su nombramiento como vicepresidente en 1975. Con el referéndum constitucional de 1978 el país se transformó en una república presidencialista y unipartidista, y el primer ministro Christian Alusine Kamara-Taylor se convirtió en vicepresidente segundo al abolirse el cargo de primer ministro.
En 2018, el presidente Julius Maada Bio introdujo el cargo de jefe de ministros, dentro de su equipo de transición de gobernanza, ocupado por David J. Francis hasta que fue sustituido en 2021 por Jacob Jusu Saffa.

## Funciones y responsabilidades
El titular trabaja bajo la dirección del presidente para manejar las operaciones diarias del gobierno, incluida su supervisión compatible con la dirección de tres ministerios. Supervisan la implementación de los objetivos y prioridades del gobierno en todos los ministerios, departamentos y agencias. Además de estas responsabilidades, el ministro preside tres ministerios sectoriales: educación y desarrollo social, finanzas y desarrollo económico y paz, seguridad y justicia.

## Lista de jefes del Gobierno (1961-actualidad)
| Espectro político              |
| ------------------------------ |
| APC SLPP Independiente militar |

| Jefe del Gobierno                                                              | Jefe del Gobierno                                                           | Jefe del Gobierno                                                           | Inicio                                                                      | Fin                                                                         | Partido                                                                     | Elecciones                                                                  | Jefe de Estado | Jefe de Estado            | Jefe de Estado |
| ------------------------------------------------------------------------------ | --------------------------------------------------------------------------- | --------------------------------------------------------------------------- | --------------------------------------------------------------------------- | --------------------------------------------------------------------------- | --------------------------------------------------------------------------- | --------------------------------------------------------------------------- | -------------- | ------------------------- | -------------- |
| Primer ministro de Sierra Leona (27 de abril de 1961 - 28 de marzo de 1967)    | Primer ministro de Sierra Leona (27 de abril de 1961 - 28 de marzo de 1967) | Primer ministro de Sierra Leona (27 de abril de 1961 - 28 de marzo de 1967) | Primer ministro de Sierra Leona (27 de abril de 1961 - 28 de marzo de 1967) | Primer ministro de Sierra Leona (27 de abril de 1961 - 28 de marzo de 1967) | Primer ministro de Sierra Leona (27 de abril de 1961 - 28 de marzo de 1967) | Primer ministro de Sierra Leona (27 de abril de 1961 - 28 de marzo de 1967) |                | Isabel II (1961-1971)     |                |
| 1                                                                              |                                                                             | Milton Margai (1895-1964)                                                   | 27 de abril de 1961                                                         | 28 de abril de 1964                                                         | SLPP                                                                        | 1962                                                                        |                | Isabel II (1961-1971)     |                |
| 2                                                                              |                                                                             | Albert Margai (1910-1980)                                                   | 28 de abril de 1964                                                         | 21 de marzo de 1967                                                         | SLPP                                                                        | 1962                                                                        |                | Isabel II (1961-1971)     |                |
| 3                                                                              |                                                                             | Siaka Stevens (1905-1988)                                                   | 21 de marzo de 1967                                                         | 21 de marzo de 1967                                                         | APC                                                                         | 1967                                                                        |                | Isabel II (1961-1971)     |                |
| -                                                                              |                                                                             | David Lansana (1922-1975)                                                   | 21 de marzo de 1967                                                         | 25 de marzo de 1967                                                         | Militar                                                                     |                                                                             |                | Isabel II (1961-1971)     |                |
| -                                                                              |                                                                             | Leslie William Leigh (1921-1980)                                            | 25 de marzo de 1967                                                         | 28 de marzo de 1967                                                         | Militar (RNC)                                                               |                                                                             |                | Isabel II (1961-1971)     |                |
| Gobernador General de Sierra Leona (28 de marzo de 1967 - 18 de abril de 1968) |                                                                             |                                                                             |                                                                             |                                                                             |                                                                             |                                                                             |                | Isabel II (1961-1971)     |                |
| -                                                                              |                                                                             | Andrew Juxon-Smith (1931-1986)                                              | 28 de marzo de 1967                                                         | 18 de abril de 1968                                                         | Militar (RNC)                                                               |                                                                             |                | Isabel II (1961-1971)     |                |
| -                                                                              |                                                                             | John Amadu Bangura (1930-1970)                                              | 28 de marzo de 1967                                                         | 18 de abril de 1968                                                         | Militar (INC)                                                               |                                                                             |                | Isabel II (1961-1971)     |                |
| Primer ministro de Sierra Leona (18 de abril de 1968 - 15 de junio de 1978)    |                                                                             |                                                                             |                                                                             |                                                                             |                                                                             |                                                                             |                | Isabel II (1961-1971)     |                |
| 3                                                                              |                                                                             | Siaka Stevens (1905-1988)                                                   | 26 de abril de 1968                                                         | 21 de abril de 1971                                                         | APC                                                                         | -                                                                           |                | Isabel II (1961-1971)     |                |
| 4                                                                              |                                                                             | Sorie Ibrahim Koroma (1927-1994)                                            | 21 de abril de 1971                                                         | 8 de julio de 1975                                                          | APC                                                                         | Designado por el presidente                                                 |                | Siaka Stevens (1971-1985) |                |
| 5                                                                              |                                                                             | Christian Alusine Kamara-Taylor (1917-1985)                                 | 8 de julio de 1975                                                          | 15 de junio de 1985                                                         | APC                                                                         | Designado por el presidente                                                 |                | Siaka Stevens (1971-1985) |                |
| Puesto abolido (15 de junio de 1985 - 8 de mayo de 2018)                       |                                                                             |                                                                             |                                                                             |                                                                             |                                                                             |                                                                             |                |                           |                |
| Jefe de ministros (8 de mayo de 2018 - actualidad)                             | Jefe de ministros (8 de mayo de 2018 - actualidad)                          | Jefe de ministros (8 de mayo de 2018 - actualidad)                          | Jefe de ministros (8 de mayo de 2018 - actualidad)                          | Jefe de ministros (8 de mayo de 2018 - actualidad)                          | Jefe de ministros (8 de mayo de 2018 - actualidad)                          | Designado por el presidente                                                 |                | Julius Maada Bio (2018-)  |                |
| 6                                                                              |                                                                             | David J. Francis (1965-)                                                    | 8 de mayo de 2018                                                           | 30 de abril de 2021                                                         | Independiente                                                               | Designado por el presidente                                                 |                | Julius Maada Bio (2018-)  |                |
| 7                                                                              |                                                                             | Jacob Jusu Saffa (¿-?)                                                      | 30 de abril de 2021                                                         | Presente                                                                    | Independiente                                                               | Designado por el presidente                                                 |                | Julius Maada Bio (2018-)  |                |